# Пантелеимонов монастырь (Киев)

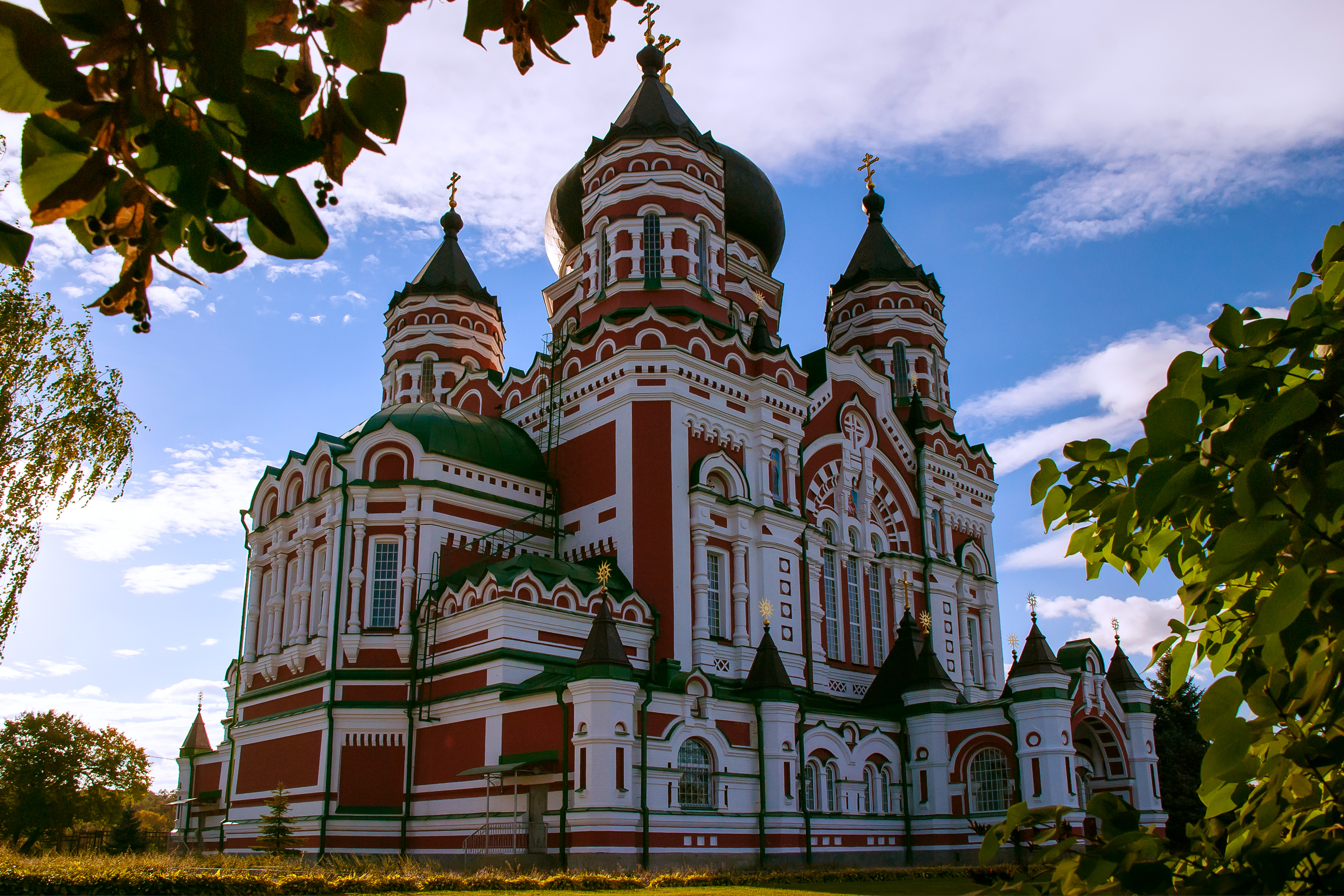
Собор Пантелеймоновского монастыря

Свято-Пантелеймоновский монастырь в Феофании — женский монастырь Украинской православной церкви, расположенный в урочище Феофания, на южной окраине Киева по адресу — улица Академика Лебедева, 19.

## История
Пантелеймоновский монастырь расположен в местности, которая раньше называлось «Лазаревщина».
По ходатайству первого епископа Чигиринского Феофана (Шиянова-Чернявского) с 1802 года это урочище стало хутором при загородном викариатском доме — даче преосвященного настоятеля Михайловского Златоверхого монастыря.
В 1802—1803 годах был построен и освящён первый храм в честь чуда Архангела Михаила в Хонех. Феофанией эту местность благословил называть митрополит Киевский Гавриил.
Иннокентий (Борисов), настоятель Михайловского Златоверхого монастыря в 1836—1841 годах, много потрудился здесь и ввёл в Феофании библейские названия. Епископ Чигиринский Серафим (Аретинский), настоятель Михайловского монастыря в 1859—1865 годах, в 1861 году благословил Вонифатия (Виноградского) открыть в Феофании скит. Вскоре там была отремонтирована деревянная Михаило-Архангельская церковь, в которой возобновились богослужения, и к 1864 году в Феофании уже жили около 30 человек братии, были построены кельи, каменная Всехсвятская церковь (1867), деревянная колокольня, новый летний архиерейский дом. Был расчищен святой источник под горой, ранее освящённый Иннокентием (Борисовым) в честь иконы Божией Матери «Живоносный Источник». В скиту появились гостиница для паломников, дом для неимущих.
В начале XX века монахи Феофаниевского скита обратились в консисторию с просьбой о строительстве нового собора, ибо существовавшие в ските не могли принять огромного количества прихожан. 16 июля 1905 года по проекту Евгения Ермакова был заложен большой собор. 1 июля 1914 года состоялось торжественное освящение нового киевского Пантелеимоновского храма.
До революции 1917 года в Феофании было построено четыре храма: чуда Архангела Михаила (деревянный), Всех Святых, Владимирской иконы Божией Матери и собор великомученика Пантелеимона.
Закрыли скит до Великой Отечественной войны. Всё было либо разрушено, либо изуродовано до неузнаваемости.
Свято-Пантелеимоновский собор сильно пострадал во время Великой Отечественной войны. Именно в этом месте проходила линия обороны Киева осенью 1941 года, и здание собора имело очень большое военно-стратегическое значение (высокое здание, с которого можно вести прицельный огонь), поэтому храм принял на себя миномётный удар.
После войны Институт механики АН УССР проводил в соборе эксперименты со взрывами направленного действия.
7 мая 1990 года Свято-Пантелеимоновский собор был возвращён Церкви, и в нём начались восстановительные работы. С 1993 года при соборе был открыт скит киевского Свято-Покровского женского монастыря.
В 1998 году Свято-Пантелеимоновский собор был освящён митрополитом Киевским и всея Украины Владимиром. 23 апреля 2002 года решением Священного синода Свято-Пантелемоновский скит стал самостоятельным общежительным монастырём.
В 2005 года был построен монашеский корпус с домовым храмом в честь чуда Архистратига Михаила с колокольней.